# Skelton, East Riding of Yorkshire
Skelton är en ort i civil parish Kilpin, i distriktet East Riding of Yorkshire, Storbritannien. Den ligger i grevskapet East Riding of Yorkshire och riksdelen England, i den sydöstra delen av landet, 250 km norr om huvudstaden London. Skelton ligger 5 meter över havet och antalet invånare är 6 538. Skelton var en civil parish 1866–1935 när blev den en del av Kilpin, Eastrington och Howden. Civil parish hade 258 invånare år 1931. Byn nämndes i Domedagsboken (Domesday Book) år 1086, och kallades då Sc(h)ilton.
Terrängen runt Skelton är mycket platt. Runt Skelton är det ganska tätbefolkat, med 139 invånare per kvadratkilometer. Närmaste större samhälle är Goole, 3,4 km sydväst om Skelton. Trakten runt Skelton består till största delen av jordbruksmark.